# セルビア帝国

セルビア帝国
Српско Царствo (セルビア語)

セルビア帝国の地図（1355年）

セルビア帝国（セルビアていこく、セルビア語: Српско Царство）は、セルビア王国ネマニッチ朝の君主ステファン・ウロシュ4世ドゥシャンの皇帝即位により1346年に成立した帝国。
東ローマ帝国ではアンドロニコス2世パレオロゴスとアンドロニコス3世パレオロゴスによる内紛が起こり、勢力が減退していた。一方、ウロシュ4世はアルバニアとマケドニアを奪取して、セルビア王国の最大領土を形成した。さらにその拡大した勢力を背景として1345年、「セルビア人とローマ人の皇帝」と称してセルビア主教を総主教に格上げし、翌年には皇帝として即位した。そして1349年には『ドゥシャン法典』を発布して、セルビア帝国の最盛期を築き上げた。
しかしウロシュ4世の死後、セルビア帝国は急速に衰退する。ウロシュ4世の息子ステファン・ウロシュ5世は単独で帝位を維持しきれず、ムルニャヴチェヴィチ家のヴカシンとの共同統治となる。その後ウロシュ5世が死去してネマニッチ朝は断絶し、帝国は解体した。
その後、国家はラザル・フレベリャノヴィチのセルビア公国に引き継がれる。1402年までセルビアの一部地域にて、セルビア皇帝の皇位を主張したウロシュ5世の後継者もいたが、ギリシアの領土が回復することはなかった。

## 余波と遺産

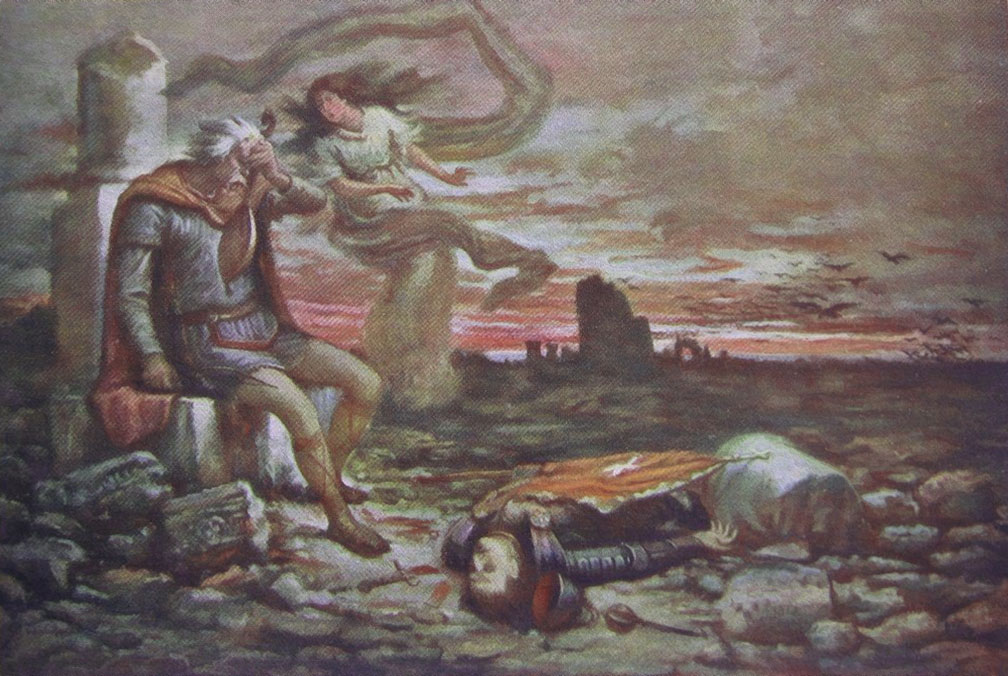
Anastas Bocarićによる20世紀の絵画『コソヴォでのセルビア帝国破滅（Destruction of the Serbian Empire on Kosovo）』

ウロシュ5世の下で崩壊していくセルビア帝国は、強大なオスマン帝国に対し小さな抵抗を講じた。内戦勃発と国家の分権化の最中、1371年のマリツァ川の戦いにてオスマン軍はヴカシン・ムルニャヴチェヴィチ率いるセルビア軍を撃破して南方の総督らを従属させ、その後間もなく皇帝ウロシュ5世も死去した。
続くオスマン帝国支配下の数世紀の間、セルビア帝国の下に統一されていたかつての国家の遺産は、セルビアのナショナル・アイデンティティの不可欠な要素となった。

## ドゥシャン法典

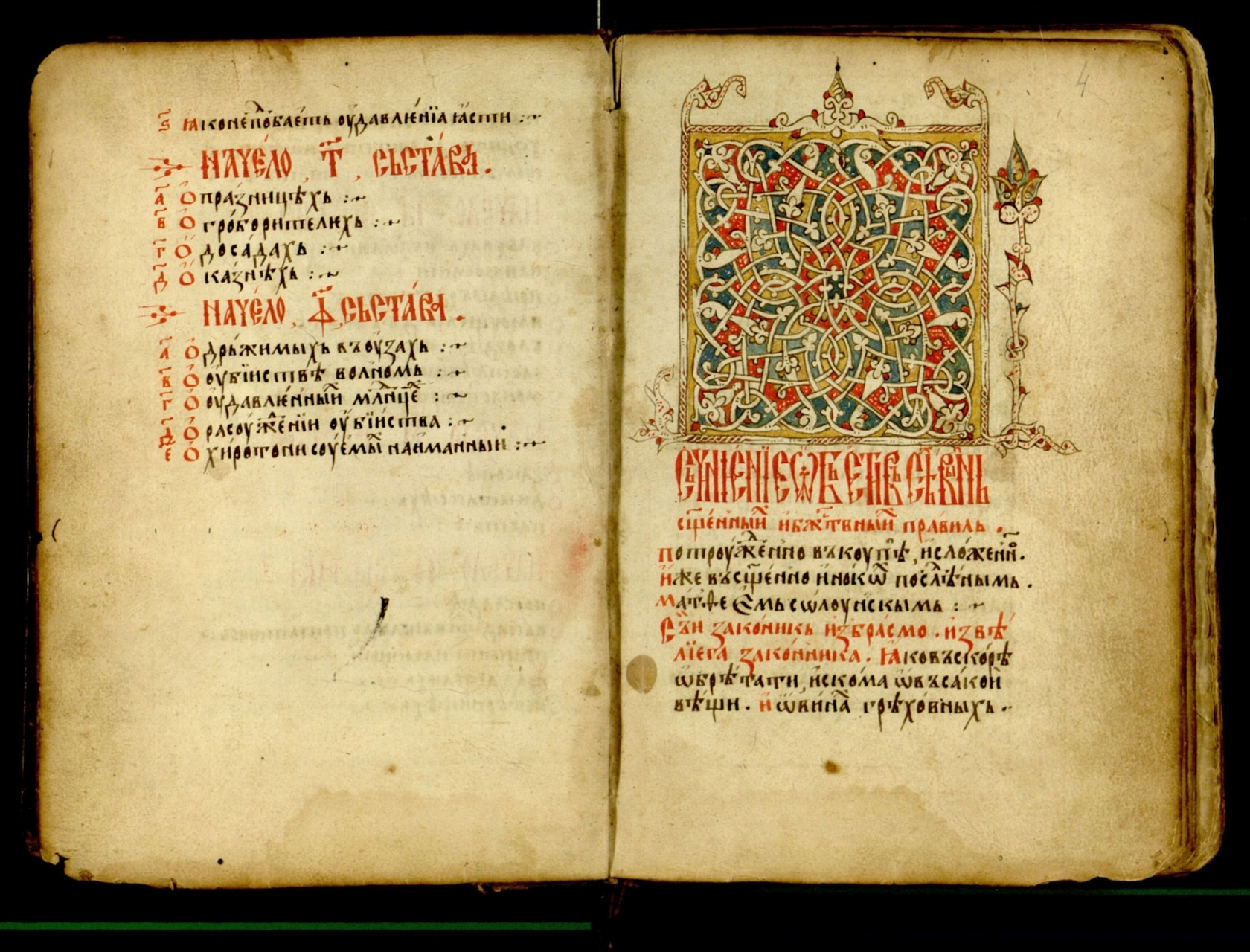
1349年のドゥシャン法典

『ドゥシャン法典』は2度の国会で制定されたものであり、1度目は1349年5月21日のスコピエにて、2度目は1354年のセレスにてであった。セルビアの慣習法と東ローマ法の両側面を持つ同法典はすべての社会領域を規制したため、中世の憲法と見なされる。法典はローマ法や東ローマ法に基づく201条を含む。司法の独立を制限した172条と174条の法の移植は注目に値すべきであり、それらは東ローマ法のバシリカ（book VII, 1, 16-17）から受け継がれた。同法は1219年にセルビア大主教サワにより制定された初のセルビア憲法ザコノプラヴィロに起源を持つ。ザコノプラヴィロは、ローマ法や教会法、公会議に基づく大陸法の編集物であった。その基本目的は、帝国とセルビア正教会の機能を体系化することにあった。
その法律は、貴族階級の原理で貴族と農民の大幅な差異を築いた、当時の西ヨーロッパにおいて普及していた封建制との共通点がある。君主は広範な権限を有していたが、有力者や司教からなる常設評議会に囲まれ、助言を受けていた。宮廷、書記官、行政は、コンスタンティノープルのものをおおまかにコピーしたものであった。

## 経済

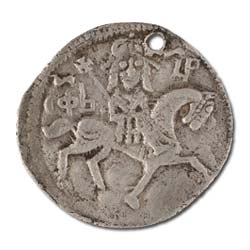
ドゥシャン治世下のディナール

帝国を巡る東西のローマ時代の街道はワインをはじめ、海岸からの奢侈品である金属、畜牛、材木、羊毛、毛皮など様々な必需品を運搬しており、この経済発展が帝国の創出を可能にしたのである。重要な交易路は古代ローマのミリタリス街道やエグナティア街道、ゼンタ街道、コパオニク街道（Kopaonik road）などであった。特にラグサ共和国の商人は帝国中を通じて貿易特権を有していた。街道上における貿易と商人の安全保障は、国家当局にとって大きな懸案事項であった。
スレブレニツァ、ノヴォ・ブルド、コパオニク、マジュダンペク、ブレスコヴォ、サモコフなどは、鉄、銅、鉛や金銀の砂鉱といった採掘の主要地であった。銀山は皇室に多額の収入をもたらし、サクソン人に管理された奴隷労働者が作業に従事していた。サクソン人の植民者らはノヴォ・ブルドの鉱山で働き、木炭ストーブを取引していた。銀山の生産高は年間50万ドル（1919年換算）であった。
硬貨は東ローマ帝国のヒュペルピュロンから派生したディナール（別名ペルペル、perper）と呼ばれたものが使われた。金のディナールは最大の単位であり、帝国の税金は家1軒あたり年間1ディナールであった。

## 国章

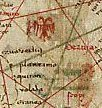
Angelino Dulcert (1339)による地図上のセルビア国旗

Dulcertの地図に基づく再現

イタリアの地図学者Angelino Dulcertによる1339年の地図は多くの国旗を描くなか、セルビアはホイストの近くにあるSerbiaの名とともにスコピエ（Skopi）の上に置かれた旗で表現され、その絵が制作された当時の首都を指す特徴であった。双頭の鷲を描く旗はステファン・ドゥシャンの帝国を表している。Dimitrije Avramovićが見たヒランダル修道院の旗は、その兄弟によりドゥシャン皇帝の旗であったと主張され、上下が赤、中央が白の3色旗であった。ドゥシャンはまた、紫色で中央に金の十字架がある皇室のディヴェリオンを採用した。

## 皇帝一覧
- ステファン・ウロシュ4世ドゥシャン（1346年 - 1355年）
- ステファン・ウロシュ5世（1355年 - 1371年）
  - 共同統治者：ヴカシン・ムルニャヴチェヴィチ（1365年 - 1371年）
    - 推定相続人：マルコ・ムルニャヴチェヴィチ（英語版）（1369年 - 1371年）